# 棚倉藩
棚倉藩（たなぐらはん）は、陸奥国（磐城国）白河郡・菊多郡・磐前郡・磐城郡などを支配した藩。藩庁は白河郡棚倉城に置かれた（現在の福島県東白川郡棚倉町）。

## 藩史
- 1590年（天正18年）以降、棚倉は佐竹氏の支配下にあった。拠点は標高345mに山城の赤館。
- 1600年（慶長5年） 関ヶ原の戦いで石田三成と懇意だった佐竹義宣は西軍につくも東西中立の態度を示したため、戦後に出羽国秋田藩へ減移。棚倉一帯は天領となる。
- 1603年（慶長8年） 立花宗茂が棚倉に1万石で入部、棚倉藩が立藩した。
宗茂は関ヶ原で西軍に与して大津城攻撃などで活躍したが、9月15日の関ヶ原本戦に間に合わず、大坂城に撤退、徳川家康との徹底抗戦を主張したが、西軍総大将の毛利輝元に聞き入られず、本国である筑後国柳河に戻ってなおも抵抗姿勢を示したが、東軍の黒田孝高（如水）、加藤清正、鍋島直茂に攻められ降伏したあとは所領を没収され、浪人の身となっていた。宗茂はその人となりから、その武勇が本多忠勝に劣らぬと言われたほどの武将で、浪人となったあとも清正や前田利長をはじめ、多くの大名から仕官に誘われている。家康もそのうちの一人で、宗茂を再び大名として取り立てたといわれる。宗茂は江戸で将軍に近侍したため、家臣の由布惟信が代わって藩内の行政を担当した。
- 1604年（慶長10年）宗茂、1万石から2万5500石に加増。
- 1610年（慶長15年）宗茂、2万5500石から3万5000石に加増。
- 1614年－1615年（慶長19－20年）宗茂、大坂の陣に従軍。
- 1620年（元和6年） 宗茂は旧領の筑後柳河藩へ国替えとなる。
- 1622年（元和8年） 丹羽長重が常陸古渡藩から5万石で入部。
- 1625年（寛永2年） 長重は、平地をえらび棚倉城の築城を開始。上方から商人を招き入れ、城下町の建設に尽力。また、輸送業などに力を注いで藩財政の基盤を敷く。
- 1627年（寛永4年） 平城の棚倉城が完成。長重の移封（陸奥国白河藩へ加増移封）と同じ年である。長重の後には、譜代大名である内藤信照が5万石で入り、藩領の検地をおこない支配体制を固めた。その後を継いだ内藤信良も検地をおこなった。また、弟の内藤信全に常陸多賀郡の内で5000石を分与。内藤弌信の頃から、藩財政は窮乏化が始まる。弌信は松波勘十郎を登用して藩政改革を目指したが、あまりに領民から搾りあげる改革を行なったため、領民から松波の解任を求める声があがり、改革は挫折。
- 1705年（宝永2年）内藤弌信、駿河国田中藩へ移封。太田資晴が5万石で入る。資晴は若年寄にまで栄進。
- 1728年（享保13年） 太田資晴、上野国館林藩へ移封。代わって松平武元が5万石で入る。
- 1746年（延享3年）小笠原長恭、遠江国掛川藩から6万石で入る。
- 1817年（文化14年） 第3代藩主小笠原長昌、肥前国唐津藩へ移封となる。井上正甫、 遠江国浜松藩から5万石で入るが、その子・井上正春の代に館林へ移封。
- 1836年（天保7年）松平康爵が石見国浜田藩から6万石で入る。松平氏は康爵の後、松平康圭・松平康泰・松平康英と続き、康英が老中に昇進して2万石加増。
- 1865年（慶応元年）戸田忠恕が下野国宇都宮藩より5万石で入ることが決まる。しかし、戸田家の山陵修繕の功労による朝廷のとりなしによって実施の延期（事実上の中止）となる。
- 1866年（慶応2年）阿部正静が陸奥白河藩より10万石で入る。松平康英は武蔵国川越藩に移封。

戊辰戦争では、正静が藩兵を率い奥羽越列藩同盟に参加、白河口において新政府軍と対峙。官軍側は白河大統寺の住職・賢邦を使者として恭順を勧めたが、棚倉藩は拒絶した為、板垣退助率いる800名の兵と戦闘し敗北した。
- 1868年（慶応4年）6月24日 棚倉城落城に際し、阿部正外は城を新政府に明け渡すことを拒んで放火し退却[1]。その為、城郭は現存しない[2]。その後、正外は正静と共に降伏し隠居した。維新後、家名断絶を免れ4万石減封処分となる[3]。
- 1871年（明治4年）阿部正功の代のときの廃藩置県により廃藩となる。城趾には現在、公園と町の公民館がある。水堀のまわりには桜の木が立ち並び、毎年春には町民の花見場所となっている。

棚倉藩はしばしば、中級、下級の譜代大名の懲罰的な目的での転封の対象地になり、また藩主家の長期の定着がなく、藩の支配体制は不完全なまま経てきた。石高は、表高より内高（実際に藩の収入になる石高）が少ない藩であった。

## 特徴
- 山城の赤館を拠点とした周辺は、鎌倉時代は陸奥国（伊達氏）の影響下にあり、室町時代は常陸国の影響下にあった。陸奥と常陸の対峙する地理的条件から、たびたび戦場となった。
- 戦国時代後期は、陸奥国の伊達政宗が赤館を支配し、常陸国の佐竹家に対して防衛をはっていた（現在の棚倉一帯をとりあげた歴史資料や著作では、この時代のものが他の時代より比較的多く発行されている）。
- 棚倉藩の城下町の祖型は、丹羽長重の棚倉城築城にはじまり、明治4年（1871年）まで246年間続いた。
- 慶長の立花宗茂から明治の阿部正功まで数えて、藩主は9家18人が入れ替わった（実施されなかった戸田家除く）。
- 元治元年（1864年）、松平康泰が子のないまま没すると、分家筋の旗本で外国奉行・江戸南町奉行・勘定奉行として功績のあった松平康直（康英と改名）が養子として藩主を継いだが、翌元治2年/慶応元年（1865年）には天狗党の乱に関連して処罰を受けた宇都宮藩主の戸田忠恕（7万7千石）と領知替えが決まった上に康英自身も老中に抜擢されることになった。ところが、朝廷の介入によって忠恕が赦免されたために転封も中止されて、宇都宮への移封がなくなった康英には代わりに2万石が加増された。ところがその直後に今度は兵庫開港要求事件に関連して処罰を受けた白河藩主の阿部正静（10万石）と領知替えが決まったが、朝廷の介入による処分であったために正静が抵抗して白河城の明け渡しが進まなかったために康英の白河への移封が再び中止され、慶応2年（1866年）10月になって3度目にして武蔵国川越藩（8万4千石）への移封がようやく決定された。

## 歴代藩主

### 立花家
外様 1万石→2万5500石→3万5000石
1. 立花宗茂

### 丹羽家
外様 5万石
1. 丹羽長重

### 内藤家
譜代 5万石
1. 内藤信照
2. 内藤信良
3. 内藤弌信

### 太田家
譜代 5万石
1. 太田資晴

### 松平（越智）家
親藩 6万5000石
1. 松平武元

### 小笠原家
譜代 6万5000石
1. 小笠原長恭
2. 小笠原長堯
3. 小笠原長昌

### 井上家
譜代 6万石
1. 井上正甫
2. 井上正春

### 松平（松井）家
譜代 6万石
1. 松平康爵
2. 松平康圭
3. 松平康泰
4. 松平康英

### 阿部家
譜代 10万石
1. 阿部正静
2. 阿部正功

## 幕末の領地
- 陸奥国（磐城国）
  - 白川郡のうち - 62村
  - 菊多郡のうち - 26村
  - 楢葉郡のうち - 15村（白河県に編入）
  - 磐前郡のうち - 3村（うち1村および1村の半分を白河県、1村を磐城平藩に編入）
  - 磐城郡のうち - 1村（白河県に編入）
- 陸奥国（岩代国）
  - 伊達郡のうち - 26村（うち11村が館藩、4村が第1次福島県に編入）
  - 信夫郡のうち - 2村（第1次福島県に編入）
- 出羽国（羽前国）
  - 村山郡のうち - 12村（第1次酒田県に編入）
- 播磨国
  - 加東郡のうち - 18村（兵庫県に編入）

明治維新後に白川郡37村（旧幕府領36村、旧小見川藩領1村）、菊多郡14村（旧磐城平藩領9村、旧泉藩領5村）が加わった。